# Jeon Do-yeon
Dans ce nom coréen, le nom de famille, Jeon, précède le nom personnel.
Jeon Do-yeon (hangeul : 전도연 ; hanja : 全道嬿 ; RR : Jeon Doyeon ; MR : Chŏn Toyŏn) est une actrice sud-coréenne, née le 11 février 1973 à Séoul.

## Biographie
Lycéenne, elle a travaillé à mi-temps comme mannequin pour différents magazines. Elle commence sa carrière à la télévision, notamment dans la série Star in My Heart, avant de se consacrer au cinéma.
Elle débute dans une production de Myung Films, Le Contact en 1997 où elle tient le rôle de Lee Soo-hyeon. Cette entrée dans le 7e art est particulièrement remarqué puisqu'elle remporte le prix du meilleur espoir féminin aux Blue Dragon Film Awards.
Le 27 mai 2007, elle reçoit des mains d'Alain Delon, le trophée du prix d'interprétation féminine au 60e Festival de Cannes pour Secret Sunshine de Lee Chang-dong, dans lequel elle incarne une mère endeuillée qui sombre dans le mysticisme et la folie. C'est la première actrice coréenne à recevoir cette distinction.

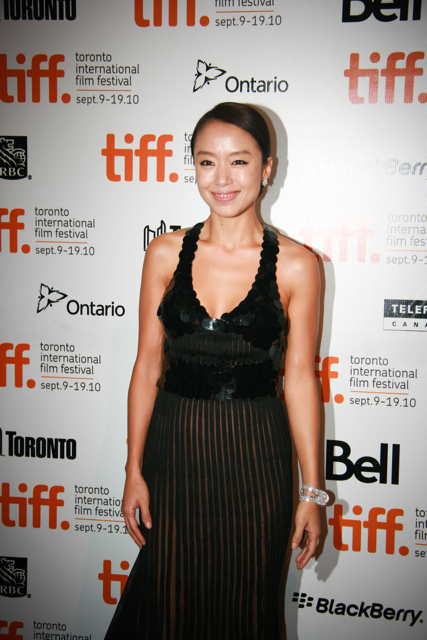
Jeon Do-yeon au Festival international du film de Toronto 2010.

Elle revient sur la Croisette présenter en compétition The Housemaid d'Im Sang-soo en 2010.
Elle est chevalière de l'ordre des Arts et des Lettres depuis le 10 août 2009.
En mai 2014, elle est membre du jury des longs métrages au 67e Festival de Cannes, présidé par la réalisatrice néo-zélandaise Jane Campion.

## Distinctions
- Chevalière de l'ordre des Arts et des Lettres (10 août 2009)

## Filmographie

### Longs métrage
- 1997 : Une place au soleil
- 1997 : The Contact (접속) : Lee Soo-hyeon
- 1998 : Yagsog (약속) : Chae Hee-ju
- 1999 : Harmonium in My Memory (내 마음의 풍금) : Yun Hong-yeon
- 1999 : Happy End (해피엔드) : Choi Bo-ra
- 2000 : I Wish I Had a Wife (나도 아내가 있었으면 좋겠다) : Jeong Won-ju
- 2002 : No Blood No Tears (피도 눈물도 없이) : Soo-jin
- 2003 : Untold Scandal (스캔들: 조선남녀상열지사) : Madame Jeong (Présidente de Tourvel), femme noble, veuve et dévote
- 2004 : My Mother, the Mermaid (인어 공주) : Na-young
- 2005 : Tu es mon destin (너는 내 운명) : Eun-ha
- 2007 : Secret Sunshine (밀양) : Lee Sin-ae
- 2008 : My Dear Enemy (멋진 하루) : Kim Hee-soo
- 2010 : The Housemaid (하녀) : Eun-yi
- 2011 : Countdown  (카운트다운) : Cha Ha-yeon
- 2013 : Way Back Home (집으로 가는 길) : Song Jeong-yeon
- 2015 : The Shameless (무뢰한) : Kim Hye-kyung
- 2015 : Memories of the Sword (협녀, 칼의 기억) : Seol-rang / Wallso
- 2016 : A Man and a Woman (남과 여) : Sang-min
- 2019 : Birthday (생일) : Soon-nam
- 2019 : Destruction finale (백두산) : Sun-hwa, épouse de Joon-pyeong (caméo)
- 2020 : Lucky Strike (지푸라기라도 잡고 싶은 짐승들) : Yeon-hee, la tenancière du bar
- 2021 : Défense d'atterrir (비상선언) : Kim Sook-hee, la ministre
- 2023 : Kill Bok-soon (길복순) : Gil Bok-soon
- 2024 : Revolver (리볼버) de Oh Seung-uk : Ha Soo-young

### Télévision (Drama)
- 1992-1993 : MBC : Our Paradise (우리들의 천국) : Soo-yeon
- 1994 : SBS : Scent of love (사랑의 향기) : Hye-jin
- 1994 : MBC : General Hospital (종합병원) : Kang Soon-yeong
- 1995: KBS2 : (이별하는 여섯 단계) : Park Joon-yeong
- 1995: SBS : Love is blue (사랑은 블루) : Na Hye-jin
- 1995 : KBS2 : Sunny Days of Youth (젊은이의 양지) : Im Jong-hee
- 1996: KBS2 : Project (프로젝트) : Yoo Yeon-jeong
- 1996 : KBS1 : Until We Can Love (사랑할 때까지) : Seo Eun-ju
- 1997: MBC: Star in My Heart (별은 내 가슴에) : Yang Soon-ae
- 1997 : SBS : Snail (달팽이) : Yang Seon-ja
- 2002 : SBS : Shoot for the Stars (별을 쏘다) : Han So-ra
- 2005 : SBS : Lovers in Prague (프라하의 연인) : Yoon Jae-hee
- 2008 : SBS : On Air : (온에어) Cameo épisode 2
- 2016 : tvN : The Good Wife (굿 와이프) : Kim Hye-kyung
- 2021 : JTBC : Lost (인간실격) : Lee Bu-jeong
- 2023 : tvN : L'Amour au rattrapage (일타 스캔들) : Nam Haeng-seon

## Distinctions

### Récompenses
- Blue Dragon Awards 1997 : meilleure nouvelle actrice pour Le Contact
- Grand Bell Award 1997 : meilleur espoir féminin pour Le Contact
- Blue Dragon Awards 1999 : meilleure actrice pour Harmonium in My Memory
- Baeksang Arts Awards 2001 : meilleure actrice pour I Wish I Had a Wife[5]
- Grand Bell Awards 2006 : meilleure actrice  pour Tu es mon destin[6]
- Festival de Cannes 2007 : prix d'interprétation féminine pour Secret Sunshine
- Asian Film Awards 2008 : meilleure actrice pour Secret Sunshine

### Nomination
- Blue Dragon Awards 2005 : meilleure actrice pour Tu es mon destin[7]